# Carriage and Insurance Paid to
CIP или Carriage and Insurance Paid to (с англ. — «фрахт/перевозка и страхование оплачены до») — международный торговый термин (Инкотермс-2000,-2010). Термин означает, что продавец доставит товар названному перевозчику. Кроме этого, продавец обязан оплатить расходы, связанные с перевозкой товара до названного пункта назначения. Ответственность продавца заканчивается после доставки им товара перевозчику, который был указан покупателем. Если перевозчиков несколько, то ответственность заканчивается после доставки товара первому перевозчику.
Покупатель несёт все риски и любые дополнительные расходы, произошедшие после того, как товар был доставлен.
Данный термин схож с термином CPT, за исключением того, что продавец также оплачивает страхование. От продавца требуется обеспечение страхования только с минимальным покрытием. Дополнительное страхование находится в зоне ответственности покупателя или оговаривается с продавцом. Также, по условиям CIP, таможенные процедуры по экспорту товара лежат на продавце.